# Milton Damerel
Milton Damerel – wieś i civil parish w Anglii, w Devon, w dystrykcie Torridge. W 2011 civil parish liczyła 449 mieszkańców. Milton Damerel jest wspomniana w Domesday Book (1086) jako Mideltone/Mideltona.